# 凯瑟琳·W·威尔逊
凯瑟琳·W·威尔逊（1951年3月28日—）是一位英国、加拿大、美国三重国籍的哲学家，现为阿伯丁大学道德哲学教授，专攻道德心理學等方向，主要作品有入选牛津通识读本的《伊比鸠鲁学派》（Epicureanism）等。